# أنيتا مانينغ
أنيتا مانينغ (بالإنجليزية: Anita Manning)‏ هي متخصصة بالأثريات ‏ بريطانية، ولدت في 1 ديسمبر 1947 في غلاسكو في المملكة المتحدة.